# Quercus conzattii
Quercus conzattii és una espècie de roure caducifoli que pertany a la família de les fagàcies i està dins de la secció dels roures blancs, que són els roures blancs d'Europa, Àsia i Amèrica del Nord.

## Descripció
Quercus conzattii creix com un arbust d'1 a 4 m o arbres de 3 a 10 m d'alçada, a vegades pot arribar a créixer fins als 17 m d'alçada. Tant la superficie superior com inferior de les seves fulles presenten cera epicuticular de tipus pel·lícula, amb algunes ranures i només presenta tricomes estel·lats a la superficie abaxial, són simples, estipitats fasciculats i estel·lats. Q. conzattii presenta un nombre similar de braços.

## Distribució i hàbitat
Quercus conzattii és endèmic de Mèxic i la seva área de distribució és a les muntanyes d'Oaxaca i, a continuació, es troba a 850 km al nord-oest al sud de la Sierra Madre Occidental del nord de Jalisco, a l'est de Nayarit, al sud de Durango i a l'extrem occidental de Zacatecas. Aquesta espècie de roure creix entre els 1700 fins als 2400 m.
Creix en masses monoespecífiques a cotes més baixes o barrejades amb altres roures i pins a cotes més altes. A les seves cotes més baixes creix sobre vessants o afloraments rocosos ignis. A cotes més altes, creix en turons de masses semblants a la sabana o més comunament barrejats amb altres roures i pins de terres seques.

## Taxonomia
Quercus conzattii va ser descrita per William Trelease i publicat a Proceedings of the American Philosophical Society 60: 33, pl. 4, a l'any 1921.
Etimologia
Quercus: Nom genèric del llatí que designava igualment al roure i a l'alzina.
conzattii: epítet